# Kalan Müzik
Kalan Müzik is een Turks onafhankelijk platenlabel (muzieklabel), opgericht in 1991 door de uit Tunceli (voorheen: Dersim) afkomstige Hasan Saltık.
Het is genoemd naar de toenmalige Dersim-hoofdstad Kalan. Kalan Müzik is gevestigd in Istanboel.
Met de oprichting beoogde Hasan Saltık de culturele diversiteit aan etnische muziekstijlen in Turkije en omstreken te waarborgen. Kalan is gespecialiseerd in traditionele Ottomaanse muziek en volksmuziek. Salik schroomde daarbij niet teksten uit te brengen in de eigen taal van de minderheden; Koerdisch, Zazaki, Armeens, Aramees, Joods, Grieks, Lazisch en Arabisch. Door middel van het uitbrengen van deze producties wilde hij voldoen aan de behoefte de eigen identiteit te onderstrepen.

## Tegenwerking
Het benadrukken van de eigen identiteit en dan ook nog eens in de eigen taal is vaak nog taboe in Turkije. Sinds de oprichting van het label zijn er rechtszaken aangespannen tegen Kalan en de oprichter. Voor Hasan Saltık dreigde gevangenisstraf en enkele keren werd de vergunning om muziek te produceren ingetrokken. Ook zijn er verschillende keren albums met anderstalige muziek in beslag genomen. Dankzij internationale media-aandacht kon men doorgaan en werden in beslag genomen albums na enige tijd weer vrijgegeven.

## Internationale erkenning

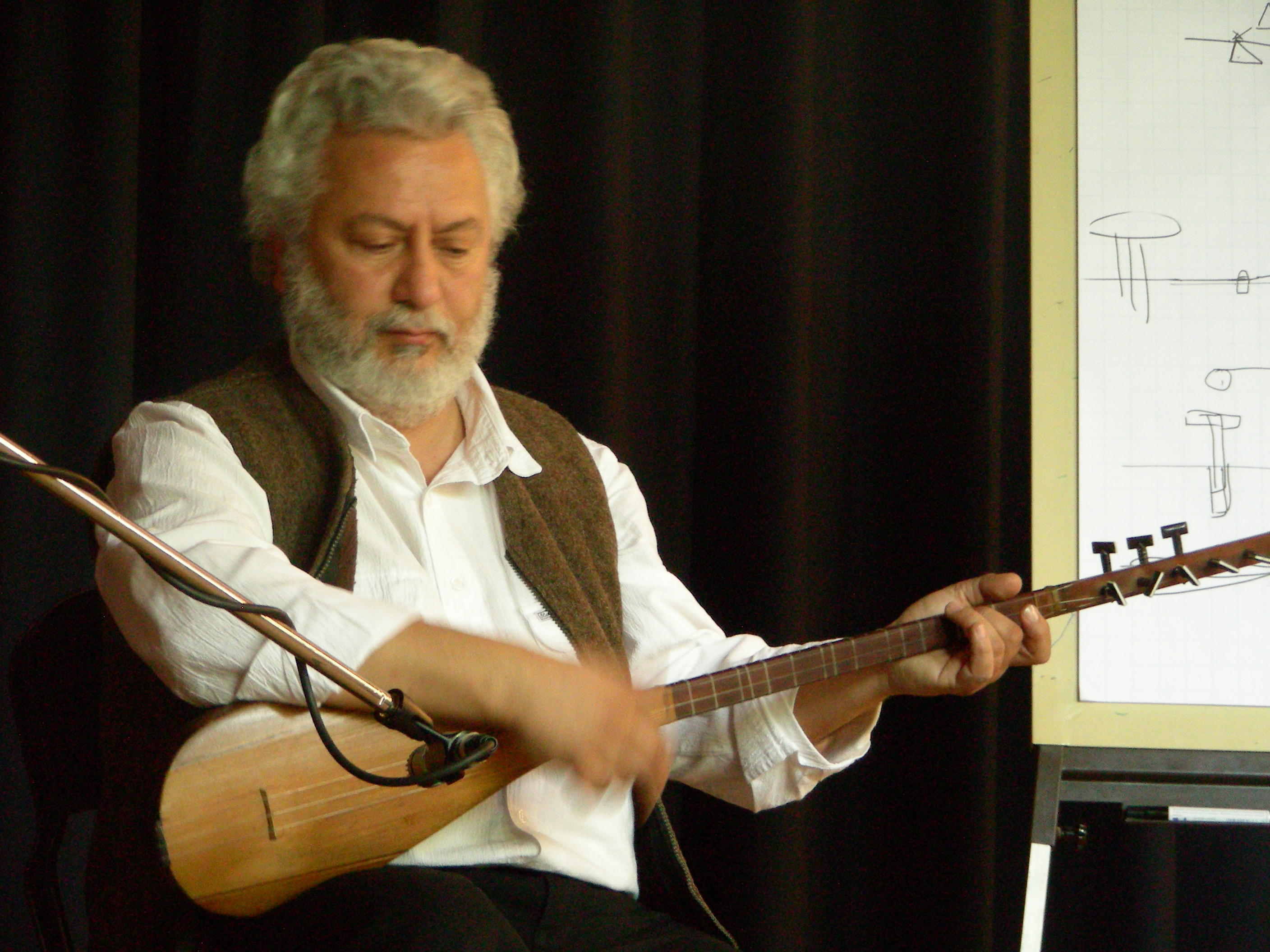
Ergan Oğur in Rotterdam (2007)

Internationaal wordt Kalan  geprezen voor de kwaliteitsmuziek die het uitbrengt. In 2004 noemde Time magazine Hasan Saltık The Anthropologist of Folk Music. In 2003 kreeg Kalan Müzik de Nederlandse Prins Claus Award.
Inmiddels heeft Kalan over de 400 albums geproduceerd. Veel van deze albums zijn ook in het westen onder de noemer wereldmuziek te verkrijgen. Een internationaal gewaarderde zanger, musicus en componist die zijn muziek onder dit label uitbrengt is Erkan Oğur.